# Želiv
Želiv – wieś i gmina (obec) w Czechach, w kraju Wysoczyna, w powiecie Pelhřimov. W 2015 liczyła 1132 mieszkańców. Zajmuje powierzchnię 26,04 km². Miejscowość leży 11 km na północ od miasta Pelhřimov i 85 km na południowy wschód od Pragi.